# Alfred Goeldel-Bronikoven
Alfred Goeldel-Bronikoven (ur. 12 marca 1882 w Łęgajnach, zm. ?) – niemiecki strzelec, dwukrotny medalista olimpijski. Brat Horsta, również medalisty olimpijskiego.
Był związany z Królewcem, w zawodach strzeleckich startował przynajmniej od 1908 roku.
Goeldel-Bronikoven wystąpił na Letnich Igrzyskach Olimpijskich 1912 w dwóch konkurencjach. Indywidualnie został wicemistrzem olimpijskim w trapie – lepszy od niego okazał się wyłącznie Amerykanin James Graham. W trapie drużynowym zdobył wraz z kolegami z reprezentacji brązowy medal, osiągając jednak najsłabszy rezultat wśród niemieckich strzelców (skład zespołu: Erich von Bernstorff-Gyldensteen, Alfred Goeldel-Bronikoven, Horst Goeldel-Bronikoven, Erland Koch, Albert Preuß, Franz von Zedlitz und Leipe).

## Wyniki

### Igrzyska olimpijskie
| Igrzyska       | Konkurencja     | Wynik                                    | Miejsce | Źródło |
| -------------- | --------------- | ---------------------------------------- | ------- | ------ |
| Sztokholm 1912 | Trap            | 94 pkt. (18–28–48)                       |         | [ 2 ]  |
| Sztokholm 1912 | Trap, drużynowo | 510 pkt. (druż.) 81 pkt. ind. (17–26–38) |         | [ 3 ]  |